# Jingshan Faqin
Jingshan Faqin (chiń. 徑山法欽 pinyin Jìngshān Fǎqīn; kor. 경산법흠 Kyŏngsan Pŏphŭm / +Kyǒngsan Tohŭm; jap. Keizan Hōkin / +Keizan Dōkin; wiet. Kính Sơn Pháp Khâm / +Kính Sơn Đạo Khâm; ur. 714, zm. 792) – chiński mistrz chan ze szkoły niutou, znany także jako +Jinghshan Daoqin (徑山道欽) i Jingshan Yuanming (?).

## Życiorys
Początkowo był konfucjanistą, ale w wieku 28 lat spotkał mistrza chan Helina Xuansu i został jego uczniem. Przez krótki czas praktykował także u Mazu Daoyi. Później przebywał w Yuhang, gdzie wybudował klasztor na górze Jing.
Pewnego dnia wielki książę powiedział mistrzowi, że myśli o opuszczeniu domu (na modłę bezdomnych mnichów buddyjskich). Mistrz Jingshan krzyknął Co?! Aby opuścić dom trzeba być w pełni rozwiniętym człowiekiem. To nie jest coś, czego powinni się podejmować generałowie i premierzy!
Jego najbardziej znanymi uczniami byli Niaoke Daolin i Tianhuang Daowu, który jednak ostatecznie został następcą Dharmy Shitou Xiqiana.
Był jednym z ostatnich mistrzów tej zupełnie odrębnej szkoły chan. Otrzymał tytuł Narodowego Nauczyciela.
Faqin, który był prawdopodobnie nauczycielem Longana Ruhaia i Xitanga Zhizanga, podejmował wysiłki aby pogodzić linie przekazu Yuquana Shenxiu i Dajiana Huinenga. Zapewne też dlatego uczeń Faqina – Fahai – spisał nauki mistrza Huinenga w Sutrze Szóstego Patriarchy Huinenga.

## Linia przekazu Dharmy zen
Niutou Faronga tradycyjnie uważa się za ucznia Czwartego Patriarchy Dayi Daoxina, jednak żadne dane biograficzne tego nie potwierdzają. Była to więc raczej całkowicie samodzielna szkoła chan.
Pierwsza liczba oznacza liczbę pokoleń mistrzów od 1 Patriarchy indyjskiego Mahakaśjapy.
Druga liczba oznacza liczbę pokoleń od 28/1 Bodhidharmy, 28 Patriarchy Indii i 1 Patriarchy Chin.
- 32/5 Niutou Farong (594–657) szkoła niutou
  - 33/6 Niutou Zhiyan (600–677 lub 577–654)
    - 34/7 Niutou Huifang (627–695)
      - 35/8 Niutou Fazhi (635–702)
        - 36/9 Niutou Zhiwei (646–729)
          - 37/10 Helin Xuansu (688–752)
            - 38/11. Jingshan Faqin (Daoqin) (714–792)
              - 39/12 Fahai autor Sutry Szóstego Patriarchy Huinenga (biografii VI Patriarchy Huinenga)
              - 39/12 Zhangxin Chonghui (bd)
              - 39/12 Funiu Zucai
              - 39/12 Niaoke Daolin (741–824)
              - 39/12 Niaoke Guoyi(?) (bd)
                - 40/13 Bo Juyi (772–846)[a]
                - 40/13 Huitong Yuanxiang (bd)